# Olocau (ort)
Olocau är en ort i Spanien.   Den ligger i provinsen Província de València och regionen Valencia, i den östra delen av landet, 280 km öster om huvudstaden Madrid. Olocau ligger 267 meter över havet och antalet invånare är 1 127.
Terrängen runt Olocau är kuperad åt nordost, men åt sydväst är den platt. Runt Olocau är det ganska tätbefolkat, med 86 invånare per kvadratkilometer. Närmaste större samhälle är Llíria, 9,6 km sydväst om Olocau. 